# حسن یبده
حسن یبده (انگلیسی: Hassan Yebda؛ زاده ۱۴ مهٔ ۱۹۸۴) یک بازیکن فوتبال اهل فرانسه-الجزایر است.